# Simon Coencas
Simon Coënças (teljes nevén: Simon Emmanuel Coënças) (Saint-Denis, 1927. január 28. – Párizs, 2020. február 2.) egyike a lascaux-i barlang felfedezőinek.

## Élete
Apja Michel Coencas, 1894-ben a görögországi Szalonikiben született, ruhakereskedő volt. Anyja Victorine Behar, 1875-ben született. Egyiptomi származású jómódú zsidó családból származott. Az anyja édesapja tiszteletreméltó volt a szabadkőművesek között. Simon harmadik gyerekként született. A legidősebb testvére Jacques, többi testvére Maurice, Claude, valamint lánytestvére Éliette. Mivel a szülei nagyon elfoglaltak voltak, így a zsidó származású anyai nagyanyja nevelte fel, aki főként spanyolul beszélt, így Simon viszonylag hamar meg is tanulta a nyelvet. A nagymamája a helyi katolikus iskolába íratta be, ahol nem érezte az antiszemitizmust, bár a többi gyerekek tudták jól, hogy ő és testvérei zsidók.
1939 szeptemberében, amikor a franciák hadat üzentek a németeknek, Montignacba költöztek. 1940-ben a család összes tagját zsidóként regisztrálta a helyi rendőrség. Ezután a család Párizsba költözött, a nagymama apartmanjába. Ebben az évben, szeptember 12-én fedezte fel a délnyugat-franciaországi Dordogne-ban fekvő Montignac falu fölötti domboldalon az "őstörténet Sixtus-kápolnájának" tartott lascaux-i barlangot.  három barátjával, Marcel Ravidattal, Jacques Marsallal és Georges Agniellel.
Leereszkedtünk az olajlámpáinkkal és mentünk előre. Nem volt semmilyen akadály. Átmentünk egy termen, majd a végére érve egy fal előtt találtuk magunkat, s láttuk, hogy tele van rajzokkal. Rögtön megértettük, hogy őskori barlangban vagyunk. Megfogadtuk: ‘Megőrizzük magunknak’, s egy hétig így is tettünk. Mindennap idejöttünk, itt uzsonnáztunk (…), majd felkerestük a volt tanítónkat, Léon Lavalt. Mindent elmondtunk neki. Először nem akart hinni nekünk. Később sikerült meggyőznünk, egy kis lámpával felment a barlanghoz, s mi együtt mentünk le vele. Amikor feljött, az egész világ megtudta.
Simon apjának ötemeletes házába egy Charles Noyer nevű félkezű első világháborús veteránt költöztettek be. Később ez az ember ítélte el apját és 1940 októbere után apját a Fresnes nevű francia településen lévő börtönbe zárták, nem sokkal később meglátogatta apját, emiatt őt is elfogták és Drancyba vitték egy börtönbe, ahol nagyjából másfél hónapot töltött el. S miután a Vöröskereszt úgy határozott, hogy 16 év alatti gyereket nem szabad internálni, szabadon engedték.
Mialatt a szülők börtönben voltak, a nagynénje apartmanjában élt egy  kis szobában a város kilencedik kerületében. Unokatestvéreivel kellett osztoznia egy 15 négyzetméteres szobán. Ételt a nagynénjének második férje, egy bizonyos Vilalik vezetéknevű magyar származású festő hordott nekik. Nem mindig tartózkodott ebben az apartmanban, mivel különféle zsidó szervezetek adtak neki kisebb munkákat. Simon és unokatestvére, Raphael Nakache – aki később Miguel Cordoba néven lett híres zenész – cipőkrémet árult az utcán. Simon fiatalabb testvére, Claude és húga Éliette egy gyermekeket rejtő zsidó szervezet szárnyai alá kerültek Suzanne Raynaud, született Amblard Coët által. 1993. június 6-án Suzanne megkapja a Jad Vasemtől a Világ Igaza kitüntetést.
Mialatt Saint-Denisben dolgozott, megismerte leendő feleségét, Giselle Dufrenoy-t, akinek az apja ószeres volt. Giselle apjával összefogva elkezdett fémhulladék-kereskedéssel foglalkozni, majd később saját vállalkozásba kezdett, fémhulladék gyűjtésbe kezdett, mely akkoriban értékes áru volt.
Két fia és egy lánya volt. Legidősebb fia, Michel 1949-ben született. Fiatalabb fia, Eddy átvette apja üzletét. Simon és felesége nem gyakorolták a vallást, gyermekeit nem kereszteltették meg, és nem kaptak iránymutatást semmilyen vallást illetően.
A francia kormány elismerte Simon Coënças lascaux-i falfestmények felfedezésében elért eredményeit. Elnyerte a Művészetek és Irodalom Érdemrendjét, valamint Pierre Mauroy miniszterelnök a Francia Köztársaság Nemzeti Érdemrendjét adományozta neki felfedezéséért 1991-ben.
Simon Coënças volt a díszvendég 2016-ban a barlang egy újabb, Lascaux 4 nevű másolatának avatóünnepségén, amelyet François Hollande akkori államfő jelenlétében tartottak.